# 許容順序数
集合論において、順序数 α が許容順序数（きょようじゅんじょすう）であるとは、Lα が許容集合（すなわちKripke–Platek集合論の推移的内部モデル）であるときをいう。言い換えれば、α が許容順序数かつ Lα⊧Σ0-系であるときに α が許容されるという。
最初の2つの許容順序数は ω と ω1CK (最小の非再帰的順序数、チャーチ・クリーネ順序数とも呼ばれる)である。 任意の非可算な正則基数は許容順序数である。